# Zhang Ying
Zhang Ying (Shanghái, 9 de febrero de 1982) es una deportista china que compitió en esgrima, especialista en la modalidad de sable.
Ganó una medalla de plata en el Campeonato Mundial de Esgrima de 2003, en la prueba por equipos. Participó en los Juegos Olímpicos de Atenas 2004, ocupando el octavo lugar en la prueba individual.

## Palmarés internacional
| Campeonato Mundial | Campeonato Mundial | Campeonato Mundial | Campeonato Mundial |
| Año                | Lugar              | Medalla            | Prueba             |
| ------------------ | ------------------ | ------------------ | ------------------ |
| 2003               | La Habana (Cuba)   | Medalla de plata   | Sable por equipos  |